# Thorvald Dreyer
Thorvald Dreyer (født 8. december 1895 i Asperup, død 2. marts 1980) var en dansk arkitekt. Som arkitekt for Lejerbo var han en af de mest produktive arkitekter overhovedet, men hans sene boligbyggerier er blevet kritiseret for at være monotont "kran-spors-byggeri". 
Sammen med hustruen, landsretssagsfører Margot Dreyer, grundlagde han Margot og Thorvald Dreyers Fond, nu Dreyers Fond, der uddeler midler til advokater og arkitekter.

## Karriere
Han var søn af murermester Rasmus Jørgen Dreyer og Ane Kirstine f. Jensen. Thorvald Dreyer, blev murersvend og tog afgang fra Odense Tekniske Skole 1916. 
Dreyer drev egen tegnestue i København fra 1926. Han var medarbejder hos Hjalmar Kjær i Odense 1916-17 og hos Hans Dahlerup Berthelsen i København 1917-26. Han var bestyrelsesmedlem for Dansk Arkitektforening 1932-54 og formand for den 1938-54. Desuden var han suppleant til Københavns Bygningskommission 1940-54 og medlem af Undervisningsministeriets kommission vedrørende arkitektuddannelsen 1943-50. Frem for alt var han arkitekt for Lejerbo.
Han grundlagde sin formue i 1949 ved købet af Tranemosegård i Brøndbyvester (sammen med landsretssagfører Christian Frederiksen), hvor han udstykkede jorden til boligbyggeri.
Dreyer var i Norge og Sverige 1921, i Tyskland 1922 og i Tyskland, Østrig og Ungarn 1931. Han udstillede på Nordisk Byggedag, Stockholm 1927 og Oslo 1938, på Charlottenborg Forårsudstilling 1947-48 og sammen med havearkitekt Troels Erstad 1949 og 1953.

## Privatliv
Dreyer giftede sig 1. gang 5. juni 1924 i Fredericia med Johanne Judith Deleuran (29. maj 1897 i Fredericia – 25. april 1949), datter af bryggeriformand Jacques Peter Deleuran og Johanne f. Petersen. 2. gang (14. jan. 1950) med Inge Gurlid Nielsen, ( født 22. feb. 1923 i Sønder Næraa død 1. okt. 1962) datter af slagter Jørgen Vilhelm Nielsen og Karen Sofie (Grønbjerg) Nielsen  en fattig familie med ni børn.  Hun havde en datter fra et tidligere forhold, som hun overlod til sine forældre. Inge Dreyer døde på en ferie på Sicilien efter et styrt ud fra et vindue på 6. sal, og ligger begravet på Garnisions Kirkegård. 3. gang 26. marts 1963 advokat Margot Satz (13. september 1921), datter af prokurist Christel Satz og translatør Emmy f. Kuba.
Thorvald Dreyers  tre ægteskaber og livet i Frederiksbergs absolutte overklasse er skildret indgående af familien og venner i den biografiske Danmarks Radios podcastserie fra 2021 med titlen Mors afskedsbrev af journalisten Adrian Lloyd Hughes. Han er søn af Jette Dreyer, adopteret datter af Thorvald Dreyer og dennes første hustru Johanne Judith Deleuran.

## Udvalgte værker
- Treleddet, boligkompleks, Finsensvej 61-71, Frederiksberg (1930-31, sammen med Palle Suenson, tilkendt Emil Bissens Præmie)
- Boligbebyggelse, Strandboulevarden 36-44 (1930-31, sammen med Palle Suenson)
- Voldgården på Christianshavn (1933, sammen med Jens Nielsen)
- Boparken ved Frederiksborgvej (1934-35)
- Kretahusene ved Sundby Torv (1934-35)
- Bebyggelse ved Valby Station (1935-38)
- Amagervold ved Amagerbrogade (1936-37)
- Fem boligblokke, Vinkelager 2-68/Buskager 1-9/Stilledal 17-23, Vanløse (1937, vinduer ændret)[1]
- Rækkehusene Furesøhusene, Kaplevej 5-125/Bygdevej 1-27, 2-24/Rosengårdsvej 1-37, 2-38, Kongens Lyngby (1942-48)
- Stilledal, Vanløse for De Samvirkende Boligselskaber, SAB (1943)
- Bebyggelse ved Herlev Station (1943-44)
- Værksteds- og industrihuset ved Borgergade/Gothersgade, København (1943-44, ombygget)
- Industrihuset, Kalvebod Brygge (1950'erne, ombygget)
- Torpenvangen, Humlebæk (1952) for Humlebæk Boligselskab
- Buen ved Vesterport Station, Vester Farimagsgade (1952-56, sammen med Ib Lunding og Ole Hagen, ombygget)
- Rækkehusene på Ringerlodden, Priorlodden og Bispelodden og etageejendommene i Tranevænget, Brøndbyvester (1953-55)
- Boligbebyggelse ved Kastrupgård (1954-56)
- Værksteds- og industrihus, siden kendt som A-huset og nu hotel Stay, Islands Brygge
- Boligbebyggelse i Hvissinge, Glostrup. Enfamiliehuse/rækkehuse bygget og solgt af et håndværkerkonsortium  fra Glostrup i perioden 1958-1963. Ca 110 huse.
- 779/Drechselsgade (1960, gennemgribende ombygget 2007-10 ved Hollgaard Arkitekter)[2]
- Lejerbo afd. 36: Borgergården, Adelgade/Klerkegade, København (1960-61, sammen med Svenn Eske Christensen)
- Boligbebyggelse i Ølstykke (1961-62)
- Biblioteksskolen, Birketinget 6, Amager (1967)
- Boligbebyggelse, Brøndby Strand (1970-74, sammen med Svend Høgsbro)
- Den danske Landmandsbank A/S, nu Danske Bank, Falkoner Allé 53-55/Godthåbsvej 1/Sindshvilevej 2, Frederiksberg (1971, præmieret)
- Lejerbo afd. 218: Det hvide snit, Strandgade 37-67, Christianshavn (1975-78)
- Lejerbo afd. 203: Vodroffs Tværgade 3A-3E, 5A-5E, Frederiksberg (1976-77)
- Lejerbo afd. 204: Bodenhoffs Plads, Prinsessegade 81-95/Bodenhoffs Plads 1-17, Christianshavn (1977-78)
- Lejerbo afd. 221: Store Mariendal, Strandvejen, Hellerup (1978-80)

### Projekter
- Båring Højskole (1947, sammen med Palle Rostock og Troels Erstad)
- Sognegård, Hvidovre for Lejerbo (1948, sammen med Troels Erstad)
- Boligbebyggelse i Nakskov for Lejerbo (1949)